# فرانك هاردن
فرانك هاردن (بالإنجليزية: Frank Harden)‏ هو مقدم برامج إذاعية أمريكي، ولد في 28 أكتوبر 1922 في ماكون في الولايات المتحدة، وتوفي في 15 يونيو 2018 في تشيفي تشايس ‏ في الولايات المتحدة.